# Винфилд (Мисури)
Винфилд (енгл. Winfield) град је у америчкој савезној држави Мисури.

## Демографија
По попису из 2010. године број становника је 1.404, што је 681 (94,2%) становника више него 2000. године.
| Група             | 2000.       | 2010.         |
| Белци             | 711 (98,3%) | 1.355 (96,5%) |
| Афроамериканци    | 1 (0,1%)    | 6 (0,4%)      |
| Азијати           | 3 (0,4%)    | 4 (0,3%)      |
| Хиспаноамериканци | 2 (0,3%)    | 18 (1,3%)     |
| Укупно            | 723         | 1.404         |